# Гобиконодоны
Гобиконодо́ны (лат. Gobiconodon) — род вымерших хищных млекопитающих из семейства Gobiconodontidae отряда Gobiconodonta (либо Eutriconodonta). Остатки нескольких видов были обнаружены в нижнемеловых отложениях (возрастом 139,8—100,5 млн лет) в Азии (Монголия, КНР и российская Сибирь), Европы (Великобритания и Испания) и Северной Америки (США).

## Описание
Масса тела представителей рода составляла около 5—6 килограммов, длина тела — около 45—50 см. По внешнему виду напоминали крупного массивного опоссума.

## Классификация
По данным сайта Paleobiology Database, март 2020 года в род включают 10 вымерших видов:
- Gobiconodon bathoniensis Butler & Sigogneau-Russel, 2016
- Gobiconodon borissiaki Trofimov, 1978
- Gobiconodon haizhouensis Kusuhashi et al., 2016[8]
- Gobiconodon hoburensis (Trofimov, 1978) [syn. Guchinodon hoburensis Trofimov, 1978]
- Gobiconodon hopsoni Rougier et al., 2001
- Gobiconodon luoianus Yuan et al., 2009
- Gobiconodon ostromi Jenkins, Jr. & Schaff, 1988
- Gobiconodon palaios Sigogneau-Russell, 2003
- Gobiconodon tomidai Kusuhashi et al., 2016[8]
- Gobiconodon zofiae Li et al., 2003 — жил на территории современного Китая около 123 млн лет назад. Был описан в 2003 году на основе частичного черепа[9].